# Seznam britanskih armad druge svetovne vojne
Seznam britanskih armad druge svetovne vojne.
- Prva armada
- Druga armada
- Osma armada
- Deveta armada
- Deseta armada
- Dvanajsta armada
- Štirinajsta armada
- Britanska armada v Cejlonu